# Литовиц, Адам
Адам Литовиц (англ. Adam Litovitz, 17 августа 1982 — 16 июня 2019) — канадский музыкант и композитор. Наибольшую известность ему принесла работа над фильмами «Год плотоядного», за который он был номинирован на премию Genie Awards в категории «Лучшая оригинальная музыка» на 31-й церемонии вручения премии Genie Awards, и «Октавио мёртв!», за который он был номинирован на премию Canadian Screen Awards в категории «Лучшая оригинальная песня». 
Адам был постоянным творческим партнёром Сук-Йин Ли, с которой он состоял в 12-летних романтических отношениях, дуэт также записывался и выступал как группа «Jooj», которая выпустила свой дебютный альбом в 2015 году и посмертный альбом под названием jooj two в 2021 году на Mint Records.
Литовица, страдавшего депрессией, в последний раз видели 15 июня 2019 года, и, как сообщается, он покончил с собой на следующий день. По данным полиции Торонто, его тело было найдено 18 июня 2019 года.